# Мохаммед Фардж
Мохаммед Фардж (араб. محمد فرج; нар. 19 липня 1988) — алжирський борець вільного стилю, дворазовий чемпіон та бронзовий призер чемпіонатів Африки, бронзовий призер Африканських ігор, учасник Олімпійських ігор.

## Спортивні результати на міжнародних змаганнях

### Виступи на Олімпіадах
| Змагання                    | Збірна | Вагова категорія          | Місце |
| --------------------------- | ------ | ------------------------- | ----- |
| Літні Олімпійські ігри 2020 | Алжир  | вільна боротьба, до 97 кг | 16    |

### Виступи на Чемпіонатах світу
| Змагання                        | Збірна | Вагова категорія          | Місце |
| ------------------------------- | ------ | ------------------------- | ----- |
| Чемпіонат світу з боротьби 2019 | Алжир  | вільна боротьба, до 92 кг | 15    |

### Виступи на Чемпіонатах Африки
| Змагання                         | Збірна | Вагова категорія          | Місце  |
| -------------------------------- | ------ | ------------------------- | ------ |
| Чемпіонат Африки з боротьби 2018 | Алжир  | вільна боротьба, до 97 кг | 4      |
| Чемпіонат Африки з боротьби 2019 | Алжир  | вільна боротьба, до 92 кг | Бронза |
| Чемпіонат Африки з боротьби 2020 | Алжир  | вільна боротьба, до 92 кг | Золото |
| Чемпіонат Африки з боротьби 2022 | Алжир  | вільна боротьба, до 92 кг | Золото |

### Виступи на Африканських іграх
| Змагання              | Збірна | Вагова категорія          | Місце  |
| --------------------- | ------ | ------------------------- | ------ |
| Африканські ігри 2019 | Алжир  | вільна боротьба, до 97 кг | Бронза |

### Виступи на Чемпіонатах світу серед військовослужбовців
| Змагання                                                  | Збірна | Вагова категорія          | Місце |
| --------------------------------------------------------- | ------ | ------------------------- | ----- |
| Чемпіонат світу з боротьби серед військовослужбовців 2018 | Алжир  | вільна боротьба, до 97 кг | 5     |

### Виступи на Всесвітніх іграх військовослужбовців
| Змагання                                | Збірна | Вагова категорія          | Місце |
| --------------------------------------- | ------ | ------------------------- | ----- |
| Всесвітні ігри військовослужбовців 2019 | Алжир  | вільна боротьба, до 97 кг | 8     |

### Виступи на Середземноморських іграх
| Змагання                    | Збірна | Вагова категорія          | Місце |
| --------------------------- | ------ | ------------------------- | ----- |
| Середземноморські ігри 2022 | Алжир  | вільна боротьба, до 97 кг | 6     |

### Виступи на інших змаганнях
| Змагання                                                       | Збірна | Вагова категорія          | Місце  |
| -------------------------------------------------------------- | ------ | ------------------------- | ------ |
| Турнір Яшара Догу 2019                                         | Алжир  | вільна боротьба, до 92 кг | 8      |
| Меморіал Вацлава Циолковського 2019                            | Алжир  | вільна боротьба, до 97 кг | 13     |
| Київський Міжнародний турнір з боротьби 2021                   | Алжир  | вільна боротьба, до 97 кг | 8      |
| Олімпійський кваліфікаційний турнір з боротьби 2020 (Хаммамет) | Алжир  | вільна боротьба, до 97 кг | Срібло |
| Меморіал Вацлава Циолковського 2021                            | Алжир  | вільна боротьба, до 97 кг | 11     |

### Виступи на змаганнях молодших вікових груп
| Змагання                                                  | Збірна | Вагова категорія                 | Місце  |
| --------------------------------------------------------- | ------ | -------------------------------- | ------ |
| Чемпіонат Африки з боротьби серед кадетів 2015            | Алжир  | вільна боротьба, до 85 кг        | Срібло |
| Чемпіонат Африки з боротьби серед кадетів 2015            | Алжир  | греко-римська боротьба, до 85 кг | Золото |
| Чемпіонат Африки з боротьби серед юніорів 2016            | Алжир  | вільна боротьба, до 96 кг        | Срібло |
| Чемпіонат Африки з боротьби серед юніорів 2017            | Алжир  | вільна боротьба, до 96 кг        | Золото |
| Чемпіонат Африки з боротьби серед юніорів 2018            | Алжир  | вільна боротьба, до 97 кг        | Золото |
| Середземноморський чемпіонат з боротьби серед молоді 2019 | Алжир  | вільна боротьба, до 92 кг        | Золото |